# Liste der Naturdenkmale in Oberbettingen
Die Liste der Naturdenkmale in Oberbettingen nennt die im Gemeindegebiet von Oberbettingen ausgewiesenen Naturdenkmale (Stand 4. Juni 2024).

## Naturdenkmale
| Nr.         | Bezeichnung                          | Lage                                               | Beschreibung                                                                         | Bild                                    |
| ----------- | ------------------------------------ | -------------------------------------------------- | ------------------------------------------------------------------------------------ | --------------------------------------- |
| ND-7233-038 | Kiefer am Backeskreuz                | südwestlich des Ortes; Abteilung Lühwald Lage      | Pinus sylvestris, einer von ursprünglich drei Bäumen                                 | Direkt Bild zu diesem Denkmal hochladen |
| ND-7233-040 | Blockfeld im Nordhang des Roßbüsches | südlich des Ortes; Abteilung Roßbüsch Lage         | Blockhalde; flächenhaftes Naturdenkmal, ca. 0,25 ha; teilweise zu Kalenborn-Scheuern | Direkt Bild zu diesem Denkmal hochladen |
| ND-7233-071 | Basaltlavafelsen Bilsheck            | westlich des Ortes; Abteilung Birtelshard Lage     | Basaltlavafelsen                                                                     | Direkt Bild zu diesem Denkmal hochladen |
| ND-7233-072 | Blockfeld in der Birdelshardt        | nordwestlich des Ortes; Abteilung Birtelshard Lage | flächenhaftes Naturdenkmal, ca. 0,1 ha                                               | Direkt Bild zu diesem Denkmal hochladen |